# 宝泉寺 (秋田県羽後町)
延命山 宝泉寺（えんめいさん ほうせんじ）は、秋田県雄勝郡羽後町西馬音内字裏町に所在する曹洞宗寺院。なお、現代でもしばしば旧字体の寶泉寺で記される。

## 沿革と概略
室町時代の寛正年間（1460年-1466年）に陸奥国磐井郡願成寺（岩手県一関市釣山）の巌翁弘悦が当地を訪れ、零落している仏堂があるのをみて、これを再建、師の正法寺（岩手県奥州市黒石）8世梅栄元香を勧請して再興開山し、自身は2世となった。山号は、本尊の延命地蔵願王菩薩より延命山と号した。このような機縁により、宝泉山は磐井願成寺の末寺となったが、江戸時代に入って佐竹氏藩政下で、他領に本寺をおくことが禁止されたため、久保田藩の僧録所があった天徳寺（秋田市）の仲介などにより、平鹿郡満福寺（横手市増田町）とともに秋田郡松原補陀寺（秋田市）の客末寺となった。
こののち、26世天露暁雲は、黒衣托鉢によって基金を集め、嘉永5年（1852年）に本堂を再建した。

## 境内
境内には、経世家として知られる佐藤信淵の祖父、不昧軒佐藤信景（従五位、鉱山開拓者）の墓があり、山門側には東郷平八郎の揮毫による「佐藤家五代の碑」がある。
ほかに、新派の演出家として知られる大江良太郎、衆議院議員を5期務めた代議士飯塚定輔の墓がある。